# Austroliotia
Austroliotia là một chi ốc biển, là động vật thân mềm chân bụng sống ở biển trong họ Liotiidae.

## Phân bố
They can be found under stones ở vùng bãi nước triều of the temperate vùng nước ven biển của Úc và Tasmania.

## Các loài
According to the Indo-Pacific Molluscan Database, the genus Austroliotia consists of the following species with names in current use
- Austroliotia australis (Kiener, 1839)
- Austroliotia botanica (Hedley, 1915)
- Austroliotia darwinensis (Laseron, 1958)
- Austroliotia densilineata (Tate, 1899)
- Austroliotia pulcherrima (Reeve, 1843)
- Austroliotia saxa (Laseron, 1954)
- Austroliotia scalaris (Hedley, 1903)